# Hatcholli, Siruguppa
Hatcholli là một làng thuộc tehsil Siruguppa, huyện Bellary, bang Karnataka, Ấn Độ.